# Rudolf Walther von Monbary
Hugo Hermann Ottomar Rudolf Walther von Monbary (19 tháng 4 năm 1815 tại Krummenort, huyện Sensburg – 25 tháng 1 năm 1892 tại Potsdam) là một sĩ quan quân đội Phổ, đã được thăng đến cấp Trung tướng. Ông đã từng tham chiến trong cuộc Chiến tranh Áo-Phổ (1866) và cuộc Chiến tranh Pháp-Đức (1870 – 1871).

## Tiểu sử
Rudolf sinh vào tháng 4 năm 1815 tại huyện Sensburg, là con trai của sĩ quan quân đội Phổ và Platzmajor (tạm dịch là Thiếu tá địa phận) Thorn, Ludwig Christoph Walther von Monbray (mất năm 1822) với người vợ của ông này là bà Luise Barbara, nhũ danh von Boyen.
Từ ngày 17 tháng 4 năm 1826, Walther von Monbary theo học trường thiếu sinh quân tại Kulm rồi tại Berlin. ến năm 7 tháng 8 năm 1832, ông gia nhập quân ngũ với cấp hàm Chuẩn úy trong Trung đoàn Phóng lựu số 1 "Thái tử" (số 1 Đông Phổ). Tại đây, ông được lên quân hàm Thiếu úy vào ngày 13 tháng 2 năm 1834 và với cấp bậc này, ông là giảng viên ở trường thiếu sinh quân Kulm kể từ ngày 13 tháng 11 năm 1840 cho đến ngày 19 tháng 8 năm 1842. Đầu tháng 4 năm 1843, Walther von Monbary được cử đến thành phố Memel để đảm nhiệm công việc trấn thủ và hỗ trợ lực lượng cảnh sát cảng ở đây. Ông thực thi nhiệm vụ của mình cho đến ngày 1 tháng 6 năm 1844 thì được đổi làm sĩ quan phụ tá của nhân viên kế toán của Tiểu đoàn I thuộc Trung đoàn Dân quân số 1 ở Wehlau. Tiếp theo đó, với cấp hàm Trung úy (được phong vàio ngày 13 tháng 5 năm 1848), Walther von Monbary giữ một chức Đại đội trưởng tạm quyền (Kompanieführer) trong Tiểu đoàn I ở Königsberg từ ngày 1 tháng 10 năm 1849 cho tới ngày 21 tháng 6 năm 1852. Sau đó, ông được thăng cấp Đại úy đồng thời được giao chỉ huy một đại đội trong Trung đoàn Phóng lựu số 1 "Thái tử". Trong đơn vị này, ông tiếp tục theo đuổi sự nghiệp quân sự của mình trong những năm sau đó: ông được thăng cấp hàm Thiếu tá vào ngày 17 tháng 8 năm 1858 rồi không lâu sau đó ông được ủy nhiệm làm Giám đốc Trường Sư đoàn Tổng hợp của Quân đoàn I vào ngày 11 tháng 1 năm 1859. Vào ngày 1 tháng 7 năm 1859, Walther von Monbary nhậm chức Tiểu đoàn trưởng Tiểu đoàn II, vào ngày 18 tháng 10 năm 1861 ông được trao tặng Huân chương Vương miện hạng IV để ghi nhận những thành tựu của ông trong việc chỉ huy Tiểu đoàn. Hai năm sau khi được lên cấp bậc Thượng tá vào ngày 17 tháng 3 năm 1863, ông được giao tạm quyền chỉ huy (Führung) Trung đoàn Bộ binh số 46 "Bá tước Kirchbach" (số 1 Hạ Schlesien) vào ngày 14 tháng 8 năm 1865, sau đó vào ngày 3 tháng 4 năm 1866 ông được phong chức Trung đoàn trưởng. Chẳng bao lâu sau, ông được thăng hàm Đại tá vào ngày 18 tháng 6 năm 1866.
Walther von Monbary đã chỉ huy trung đoàn của mình tham gia cuộc Chiến tranh Bảy tuần với Áo vào năm 1866. Trong trận Nachod vào ngày 27 tháng 6, ông bị thương do trúng một mảnh đạn vào đầu. Để tưởng thưởng sự điều binh sáng suốt và quyết đoán của ông trong trận chiến này, ông đã được phong thưởng Thập tự Xanh (cũng có thể gọi là Huân chương Quân công), phần thưởng quân sự cao quý nhất của Phổ vào ngày 20 tháng 9 năm 1866. Sau chiến thắng Nachod, ông cũng chiến đấu trong các cuộc giao tranh tại Skalitz (28 tháng 6), Schweinschädel (29 tháng 6 cùng với trận đánh quyết định ở Königgrätz-Sadowa vào ngày 3 tháng 7.
Chẳng bấy lâu trước khi cuộc Chiến tranh Pháp-Đức (1870 – 1871) bùng nổ, Walther von Monbary được lãnh chức Lữ đoàn trưởng Lữ đoàn Bộ binh số 20 vào ngày 14 tháng 7 năm 1870, và ít lâu sau khi chiến tranh nổ ra, ông được thăng chức Thiếu tướng vào ngày 26 tháng 7 năm 1870. Sau trận đánh lớn đầu tiên ở Wissembourg vào ngày 4 tháng 8, ông chỉ đạo lữ đoàn của mình tham gia trận Frœschwiller-Wœrth vào ngày 6 tháng 8 năm 1870, một trận đánh diễn ra ngoài dự kiến của Bộ Chỉ huy quân đội Đức. Thượng lệnh của Thái tử Phổ Friedrich Wilhelm &ndashl Tư lệnh Tập đoàn quân số 3 – chưa cho đội tiền quân của mình đánh một trận lớn đã không thể kiềm chế tinh thần hăng hái của tiền binh, và các cuộc giao chiến ở tiền đồn quân Pháp đã phát triển thành trận đánh khốc liệt. Dưới sự chỉ huy của Monbary, Lữ đoàn Bộ binh số 20 đã giành được Wœrth vào lúc 12:30 sáng sau một cuộc giằng co, trong đó tướng Raoult của Pháp bị giết. Không lâu sau đó, được sự yểm trợ của Lữ đoàn số 19, lữ đoàn lên án ngữ trên đỉnh các cao điểm bên phải thung lũng Sauer. Trong diễn biến kế tiếp của cuộc chiến, ông cùng với lữ đoàn của mình chiến đấu trong trận đánh quyết định ở Sedan vào đầu tháng 9 và tham gia cuộc vây hãm Paris; cũng trong thời gian này, ông được tặng thưởng Huân chương Thập tự Sắt hạng II vào ngày 25 tháng 8 năm 1870 rồi nhận Thập tự Sắt hạng I vào ngày 31 tháng 12 năm 1870. Đến tháng 3 năm 1871, tướng Walther von Monbary được lãnh nhiệm chức Chỉ huy trưởng Lữ đoàn Bộ binh số 2, và tiếp tục chỉ huy lữ đoàn này sau khi cuộc chiến tranh hoàn toàn chấm dứt với thắng lợi quyết định của người Đức. Vì những thành tích lâu năm của ông, ông đã được Đức hoàng (Kaiser) Wilhelm I phong thưởng Huân chương Đại bàng Đỏ hạng II kèm theo Bó sồi vào ngày 18 tháng 1 năm 1874. 8 tháng sau, với cấp bậc Danh dự (Charakter) Trung tướng, Walther von Monbary được xuất ngũ (zur Disposition, rời ngũ nhưng sẽ được triệu hồi khi có chiến tranh) với một khoản lương hưu vào ngày 15 tháng 9 năm 1874.
Vào ngày 7 tháng 11 năm 1845, Walter von Monbary thành hôn với bà Maria Johanna Luise Konstanze, nhũ danh von Gabain (1820 – 1902). Do cặp đôi này không có một người con nào, họ đã nhận nuôi Arthur Stern und Walther von Monbary (1853 – 1917), người cũng theo đuổi một sự nghiệp quân sự và được thăng đến cấp hàm Thiếu tướng. Vào tháng 1 năm 1892, ông từ trần tại thành phố Potsdam, Brandenburg.